# Cry Wolf (canción de Laura Branigan)
«Cry Wolf» —en español: «Llorar»— es una canción de la cantante estadounidense Laura Branigan, lanzada como el tercer y último sencillo de su quinto álbum de estudio, Touch (1987). Fue escrita por el cantautor Jude Johnstone, quien más tarde grabó la canción para su álbum debut de 2002. Stevie Nicks grabó una versión en 1989 para su cuarto álbum de estudio en solitario, The Other Side of the Mirror.

## Lista de canciones
| 7-inch single / cassette single |                 |          |  |
| N.º                             | Título          | Duración |  |
| 1.                              | «Cry Wolf»      | 4:48     |  |
| 2.                              | «Whatever I Do» | 3:59     |  |

| European 7-inch single |            |          |  |
| N.º                    | Título     | Duración |  |
| 1.                     | «Cry Wolf» | 4:48     |  |
| 2.                     | «Touch»    | 4:09     |  |

## Créditos y personal
Créditos adaptados de las notas de Touch. 
- Laura Branigan - voz
- David Kershenbaum - producción
- Bob Marlette - arreglos, teclados, guitarras, arreglos de cuerda, programación de tambores
- Carlos Vega - tambores
- John Nelson - guitarras
- Kim Scharnberg - arreglos de cuerda, dirección
- Kenneth G. Kugler - copista
- Julie Ann Gigante, Ralph D. Morrison III, Clayton Haslop, Alexander Horvath, R.F. Peterson, Arthur Zadinsky, Michael Nowak, Raymond J. Tischer II, Margot MacLaine, Armen Ksjikian, Dennis Karmazyn, Michael Matthews - cuerdas
- David J. Holman - ingeniería, mezcla, programación PPG

## Gráficos
| Lista (1988)                  | Mejor posición |
| ----------------------------- | -------------- |
| Australia (Kent Music Report) | 98             |

## Otras versiones
- 1989: Stevie Nicks fue la primera en versionar la canción y fue incluida en su álbum The Other Side of the Mirror.
- 1992: Anne Haigis versionó la canción como la canción del título de su octavo álbum de estudio.
- 2002: Jude Johnstone, el escritor de la canción, la grabó ella misma para su álbum debut Coming of Age.